# ورداستار
ورداستار (WordStar) یک برنامه پردازشگر نوشتار برای ریزرایانه‌ها است که دیگر نگهداری نمی‌شود. این برنامه بدست MicroPro International پخش شد و در آغاز برای سامانه‌ی کنش CP/M -80 نوشته شده بود، و نسخه‌های پسین آن برای مایکروسافت داس و سایر سامانه‌های کنش ۱۶ بیتی رایانه شخصی نیز اضافه شد. راب بارنابی تنها نویسنده نسخه‌های نخستین این برنامه بود.
با آغاز ورداستار ۴.۰، این برنامه بر اساس کد نوینی که عمدتاً بدست پیتر میرائو نوشته شده بود، ساخته شد. ورداستار در نخست و میانه‌ی دهه ۱۹۸۰ بر بازار چیرگی داشت و جانشین Electric Pencil، رهبر بازار، شد.
ورداستار با کمترین فرضیات ممکن در مورد سامانه‌ی کنش و سخت افزار دستگاه نوشته شده بود، که به آن اجازه می‌داد به راحتی در سکو‌های زیادی که در نخست دهه ۱۹۸۰ رواج یافته بودند، منتقل شود. از آنجا که همه این نسخه‌ها فرمان‌ها و کنترل‌های نسبتاً مشابهی داشتند، کاربران می‌توانستند به راحتی بین سکو‌ها جابجا شوند. این برنامه از قبل محبوب بود، زمانی که گنجاندن آن در رایانه ترابردپذیر Osborne 1 ، آن را به استاندارد بالفعل برای بسیاری از بازار پردازش کلمات رایانه‌های کوچک تبدیل کرد.
با چیرگی بازار بدست IBM PC و سپس مایکروسافت ویندوز ، همین طراحی ترابردپذیر، افزودن ویژگی‌های جدید را برای برنامه دشوار کرد و بر عملکرد آن تأثیر گذاشت. با وجود محبوبیت زیاد در اوایل دهه ۱۹۸۰، این مشکلات به WordPerfect اجازه داد تا از سال ۱۹۸۵ به بعد، جای ورداستار را به عنوان پرکاربردترین پردازشگر نوشتار بگیرد.

## تاریخچه

### تأسیس
سیمور آی. روبینشتاین کارمند شرکت نخستین میکرورایانه IMSAI بود، جایی که او پیمان‌نامه‌های نرم‌افزاری را با Digital Research و مایکروسافت مذاکره می‌کرد. روبینشتاین پس از ترک IMSAI، قصد داشت شرکت نرم‌افزاری خود را راه‌اندازی کند که از طریق شبکه جدید فروشگاه‌های خرده‌فروشی رایانه به فروش برسد. او در سپتامبر ۱۹۷۸ شرکت بین‌المللی MicroPro را تأسیس کرد و جان رابینز بارنابی را به عنوان برنامه‌نویس استخدام کرد که یک پردازشگر واژه ، WordMaster، و یک برنامه مرتب‌سازی، SuperSort، را با زبان اسمبلی Intel 8080 نوشت. پس از اینکه روبینشتاین گزارشی دریافت کرد که در مورد توانایی‌های پردازشگرهای واژه مستقل معاصر از IBM ، Xerox و Wang Laboratories بحث می‌کرد، بارنابی WordMaster را با ویژگی‌های مشابه و پشتیبانی از سامانه‌ی کنش CP/M ارتقا داد. MicroPro فروش این محصول را که اکنون WordStar نام دارد، در ژوئن ۱۹۷۹ آغاز کرد.  قیمت این محصول ۴۹۵ دلار آمریکا و قیمت دفترچه راهنما ۴۰ دلار آمریکا بود،  تا اوایل سال ۱۹۸۰، MicroPro در تبلیغات خود اعلام کرد که ۵۰۰۰ نفر در هشت ماه ورداستار را خریداری کرده‌اند. 

### موفقیت زودهنگام
ورداستار نخستین پردازشگر نوشتار میکرورایانهی بود که ادغام پستی و WYSIWYG نوشتاری را ارائه می‌داد. علاوه بر قابلیت word-wrapping (که هنوز هم یک ویژگی قابل توجه برای برنامه‌های میکرورایانهی نخستین است)، این قابلیت به طور قابل توجهی به عنوان صفحه‌بندی روی صفحه در طول جلسه ویرایش پیاده‌سازی شد. ورداستار با استفاده از تعداد خطوط در هر صفحه که بدست کاربر در هنگام نصب برنامه داده می‌شد، یک خط کامل از کاراکترهای خط تیره را روی صفحه نمایش می‌داد که نشان می‌داد در طول چاپ نسخه چاپی، شکست صفحه در کجا رخ می‌دهد. بسیاری از کاربران این قابلیت را در طول ویرایش بسیار اطمینان‌بخش یافتند، زیرا از قبل می‌دانستند که صفحات در کجا پایان می‌یابند و از کجا شروع می‌شوند و نوشتار در کجا در صفحات قطع می‌شود.
بارنابی در مارس ۱۹۸۰ شرکت را ترک کرد، اما به دلیل پیچیدگی ورداستار، تلاش‌های گسترده فروش و بازاریابی شرکت و قراردادهای بسته‌بندی با Osborne و سایر سازندگان رایانه، فروش MicroPro از ۵۰۰۰۰۰ دلار آمریکا در سال ۱۹۷۹ به ۷۲ دلار آمریکا در سال مالی ۱۹۸۴ افزایش یافت و از Electric Pencil، رهبر قبلی بازار، پیشی گرفت. تا ماه مه ۱۹۸۳، مجله BYTE، ورداستار را "بدون شک شناخته‌شده‌ترین و احتمالاً پرکاربردترین برنامه پردازش واژه برای رایانه‌های شخصی" نامید. این شرکت ورداستار ۳.۳ را در ژوئن ۱۹۸۳ منتشر کرد. ۶۵۰۰۰۰ نسخه تجمعی ورداستار برای IBM PC و سایر رایانه‌ها که تا آن پاییز فروخته شد، بیش از دو برابر دومین پردازنده واژه محبوب بود و در آن سال MicroPro 10٪ از بازار نرم‌افزار رایانه‌های شخصی را در اختیار داشت. تا سال ۱۹۸۴، سالی که عرضه نخستین عمومی سهام آن انجام شد، MicroPro با ۲۳٪ از بازار پردازنده‌های واژه، بزرگترین شرکت نرم‌افزاری جهان بود.   

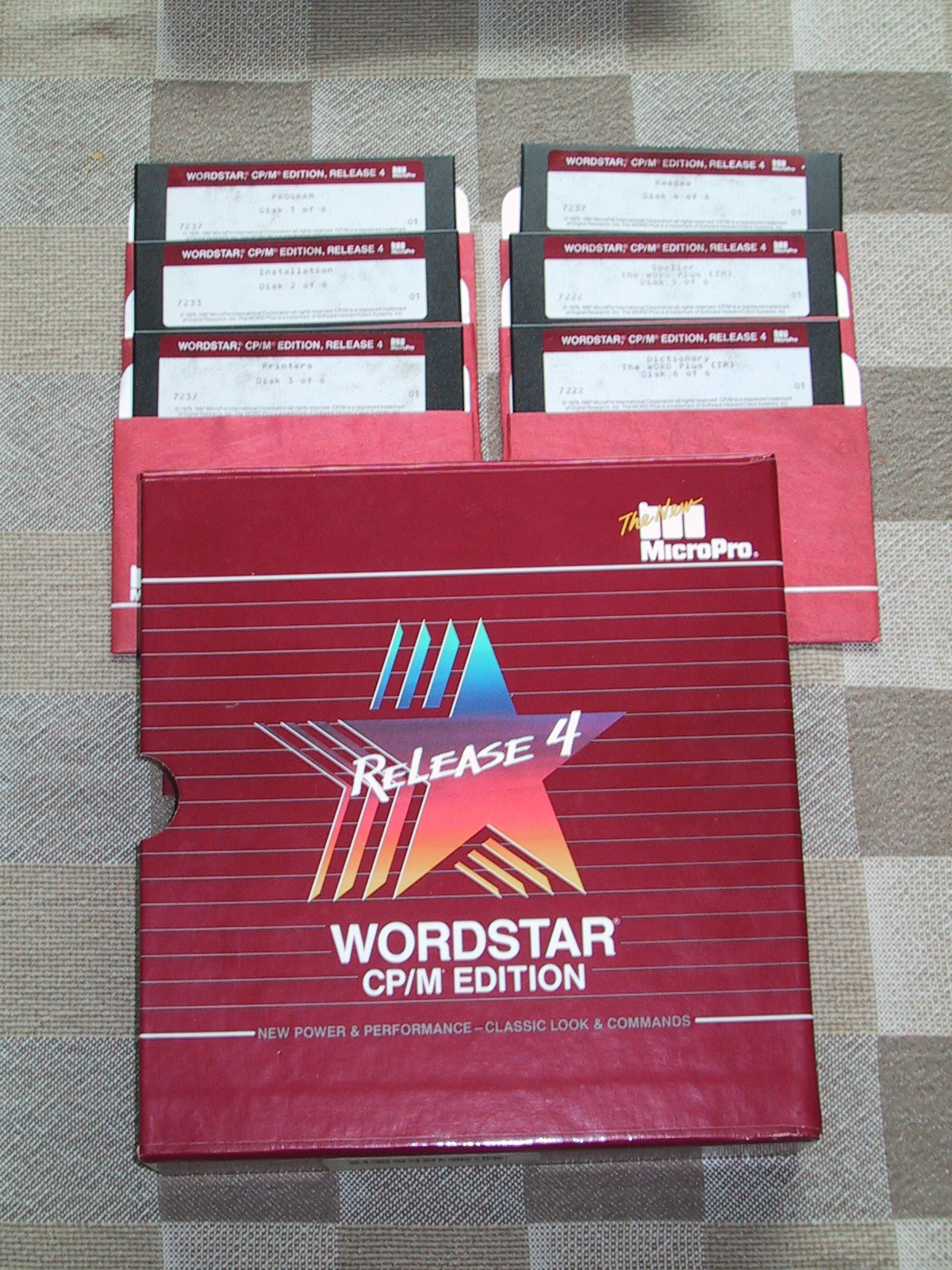
توزیع دیسکت‌ها و بسته‌بندی برای آخرین نسخه (نسخه ۴) ورداستار منتشر شده برای CP/M هشت بیتی

کتابچه راهنمایی که مجله PC آن را «به‌شدت ناکافی»  و «کابوسی بی‌محتوا»  توصیف کرد، بسیاری از نویسندگان را به انتشار جایگزین‌هایی برای آن واداشت. یکی از آنها، مقدمه‌ای بر ورداستار ، بدست آرتور نایمن، بنیانگذار آینده گلدشتاین و بلر و همکار Whole Earth Software Catalog، نوشته شده بود. او از این برنامه نوشتارفر بود و بندی را در قرارداد انتشارات خود گنجانده بود که او را ملزم به کاربری از ورداستار برای نوشتن کتاب نمی‌کرد،  و به جای آن از WRITE کاربری می‌کرد. 

### ام‌اس-داس

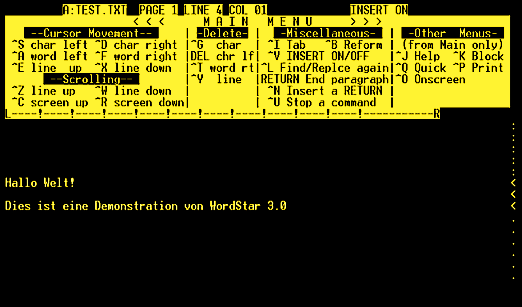
ورداستار ۳ تحت CP/M

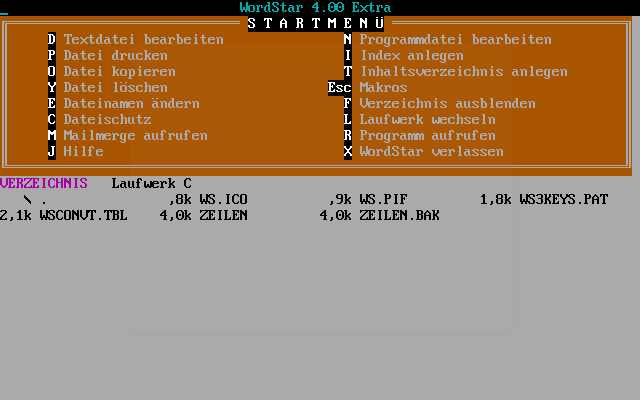
تصویر صفحه ورداستار ۴

ورداستار ۷ تحت ویندوز XP

ورداستار ۳.۰ ، نخستین نسخه برای MS-DOS ، در آوریل ۱۹۸۲ منتشر شد.   تا آن زمان، بسیاری از دارندگان رایانه‌های شخصی کارت‌های Z-80 را خریداری می‌کردند تا بتوانند نسخه CP/M را اجرا کنند.  نسخه داس بسیار شبیه به نسخه اصلی بود و اگرچه رایانه IBM دارای کلیدهای جهت‌نما و کلیدهای تابع جداگانه است، اما "WordStar diamond" سنتی و سایر عملکردهای کلید Ctrl حفظ شدند،  که منجر به پذیرش سریع بدست کاربران سابق CP/M شد. توانایی ورداستار در استفاده از حالت "غیر سند" برای ایجاد پرونده‌های نوشتاری بدون قالب‌بندی، آن را در بین برنامه‌نویسان برای نوشتن کد محبوب کرد.  مانند نسخه‌های CP/M، ورداستار داس به صراحت برای رایانه‌های شخصی IBM طراحی نشده بود، بلکه برای هر دستگاه x86 طراحی شده بود (زیرا تعدادی رایانه شخصی سازگار با IBM وجود داشت که از CPU های 8086 یا 80186 استفاده می‌کردند). به این ترتیب، فقط از فراخوانی‌های API DOS استفاده می‌کند و از هرگونه استفاده از BIOS یا دسترسی مستقیم به سخت‌افزار جلوگیری می‌کند. این امر با خود یک افت عملکرد به همراه داشت، زیرا همه چیز باید "دوباره" پردازش می‌شد (به این معنی که توابع API داس ابتدا ورودی/خروجی صفحه نمایش یا صفحه کلید را مدیریت می‌کردند و سپس آنها را به بایوس منتقل می‌کردند).
نخستین نسخه داس از ورداستار که بدست جیم فاکس نشان داده شد و بدست تیمی از برنامه‌نویسان ایرلندی در آوریل ۱۹۸۲ اجرا شد، پورتی از نسخه CP/M-86 از ورداستار بود که به نوبه خود از نسخه CP/M-80 در سپتامبر 1981 پورت شده بود. این کار بدست دایان حاجیچک آغاز شده بود و بدست یک تیم ایرلندی از برنامه‌نویسان تحت ISIS-II ،  احتمالاً با استفاده از مترجم منبع به منبع CONV86 اینتل ، تکمیل شد. بنابراین، پرونده اجرایی اصلی برنامه یک پرونده .COM بود که فقط می‌توانست به 64 دسترسی داشته باشد. کیلوبایت حافظه. کاربران به سرعت متوجه شدند که می‌توانند با نصب یک برد دیسک RAM و کپی کردن پرونده‌های برنامه ورداستار در آن، سرعت اجرای ورداستار را به طرز چشمگیری افزایش دهند.  ورداستار همچنان به طور مکرر به "دیسک" دسترسی پیدا می‌کرد، اما دسترسی بسیار سریع‌تر درایو RAM در مقایسه با فلاپی دیسک، بهبود قابل توجهی در سرعت ایجاد می‌کرد. با این حال، نسخه‌های ویرایش شده یک سند فقط در این دیسک RAM "ذخیره" می‌شدند و قبل از راه‌اندازی مجدد باید در رسانه فیزیکی کپی می‌شدند.
InfoWorld، WordStar را «به خاطر پیچیدگی‌اش بدنام» توصیف کرد،  و Stephen Manes از PC نوشت که «به نظر می‌رسید کلیدهای تابع آن در اواخر یک شنبه شب مستی اختصاص داده شده‌اند»،  اما تا سال ۱۹۸۳، ورداستار سامانه پردازش واژه پیشرو بود    Manes گفت: «دیسک‌ها سریع‌تر از کیک‌های چارلی چاپلین از قفسه‌ها خارج شدند». اگرچه رقابت خیلی زود ظاهر شد (نخستین نسخه WordPerfect در سال ۱۹۸۲ و Microsoft Word در سال ۱۹۸۳ عرضه شدند)، ورداستار تا سال ۱۹۸۵ پردازنده واژه غالب در دستگاه‌های x86 بود. این بخشی از بسته نرم‌افزاری بود که رایانههای Kaypro را همراهی می‌کرد.
در آن زمان، فرگشت از CP/M به MS-DOS، با کلید «Alt»، رخ داده بود. ورداستار تا آن زمان هرگز نتوانسته بود با کامیابی از صفحه کلید MS-DOS بهره‌برداری کند و این یکی از دلایل شکست آن است.
در آن زمان، MicroPro پشتیبانی عمومی از MS-DOS را کنار گذاشته بود و ورداستار ۴.۰ منحصراً برای دستگاه‌های سازگار با IBM عرضه می‌شد که از نظر آدرس‌دهی صفحه نمایش با برنامه‌های سازگار با MS-DOS متفاوت بود. این نخستین نسخه از ورداستار بود که از دایرکتوری‌ها پشتیبانی می‌کرد — ویژگی‌ای که تقریباً برای استفاده در دستگاه‌های دارای هارد دیسک اجباری بود. همچنین ماکروهای ساده (shorthand) معرفی شدند و برنامه نصب کاملاً به‌روز شد تا شامل ویژگی‌هایی مانند برنامه‌ریزی مجدد کلیدهای تابع و پشتیبانی گسترده از چاپگر باشد. در نیمه دوم دهه 1980، WordPerfect کاملاً نوین‌شده از نظر فروش از آن پیشی گرفت. 
ورداستار ۵ (منتشر شده در سال ۱۹۸۹) قابلیت پاورقی و پایان‌بندی و یک عملکرد پیش‌نمایش صفحه نسبتاً پیشرفته را افزود. نسخه‌های ۵.۵ و ۶ ویژگی‌های بیشتری داشتند و نسخه ۷ (منتشر شده در سال ۱۹۹۱) دارای یک زبان ماکرو کامل و همچنین پشتیبانی از بیش از ۵۰۰ چاپگر بود. همچنین دارای برگه‌های سبک و پشتیبانی از ماوس بود. 

### مشکلات مربوط به دزدی دریایی
ورداستار تا نسخه ۳.۳ در برابر کپی محافظت شده نبود.  جان دووراک، ستون‌نویس، به یاد می‌آورد: «ورداستار شاید بیشترین نرم‌افزار کپی‌رایت‌شده در جهان بوده باشد که از بسیاری جهات دلیل موفقیت آن بوده است. (شرکت‌های نرم‌افزاری دوست ندارند این احتمال را بپذیرند.) کتاب‌های ورداستار مثل آب خوردن می‌فروختند و نویسندگان می‌دانستند که مستندات نسخه‌های کپی‌رایت ورداستار را می‌فروشند. خود شرکت باید تنها مستندات را می‌فروخت تا فروش را افزایش دهد. این جنبه‌ی چشمک‌زننده‌ی این صنعت در آن زمان بود و همه آن را می‌دانستند. بنابراین وقتی ورداستار ۲۰۰۰ با طرح محافظت از کپی از راه رسید، همه باید پیش‌بینی می‌کردند که این نرم‌افزار به زودی از رده خارج شود.» 
علاوه بر دسترسی آسان به کتاب‌های شخص سوم که ورداستار را به تفصیل توضیح می‌دهند،  امکان راهنمای گسترده و قابل تنظیم روی صفحه برنامه (نوشتار راهنما در یک پنجره با اندازه قابل تغییر در بالای صفحه نمایش داده می‌شد) استفاده از یک نسخه غیرقانونی را آسان می‌کرد.

### ورد استار ۲۰۰۰
در آن زمان، سامانه نمایشگر IBM بر بازار پردازشگرهای اختصاصی واژه تسلط داشت. رقیب اصلیIBM، Wang Laboratories بود. چنین ماشین‌هایی گران بودند و عموماً از طریق ترمینال‌های متصل به رایانه‌های مرکزی یا رایانه‌های میان‌رده قابل دسترسی بودند.
وقتی IBM اعلام کرد که DisplayWrite را به رایانه‌های شخصی می‌آورد، MicroPro بر ایجاد یک کلون از آن تمرکز کرد که در سال ۱۹۸۴ با نام ورداستار ۲۰۰۰ به بازار عرضه شد. ورداستار ۲۰۰۰ از ویژگی‌هایی مانند فهرست‌های دیسک پشتیبانی می‌کرد، اما با فرمت‌های پرونده نسخه‌های موجود ورداستار سازگاری نداشت و همچنین تغییرات نامحبوبی در رابط کاربری ایجاد کرده بود. به تدریج رقبایی مانند WordPerfect سهم بازار MicroPro را کاهش دادند. به ویژه MultiMate از همان توالی کلیدهای پردازشگرهای واژه Wang استفاده می‌کرد که باعث محبوبیت آن در بین منشی‌هایی شد که از آنها به رایانه‌های شخصی روی می‌آوردند.
شرکت بایت (BYTE) اظهار داشت که ورداستار ۲۰۰۰ «تمام جذابیت یک فیل روی اسکیت‌های موتوری را دارد» و در سال ۱۹۸۶ هشدار داد که یک رایانه IBM PC AT با هارد دیسک برای اجرای این نرم‌افزار بسیار توصیه می‌شود، که آن را «دست و پا چلفتی، بیش از حد طراحی شده و ناخوشایند... من نمی‌توانم دلیلی بیاورم که چرا می‌خواهم از آن استفاده کنم». ورداستار ۲۰۰۰ رابط کاربری داشت که اساساً با ورداستار اصلی متفاوت بود،  و این شرکت تلاش کمی برای تبلیغ این موضوع انجام داد. با این حال، میراث ماندگار آن در صنعت پردازش نوشتار، معرفی سه میانبر صفحه کلید بود که هنوز هم به طور گسترده مورد استفاده قرار می‌گیرند، یعنی Ctrl+B برای پررنگ کردن ، Ctrl+I برای ایتالیک کردن و Ctrl+U برای زیرخط دار کردن نوشتار.

### نیواستار
ورداستار بدون MicroPro در شرکت‌های بزرگ محبوب شد. این شرکت که تا دسامبر ۱۹۸۳ برنامه فروش شرکتی نداشت،  در بین مشتریان شهرت متکبرانه‌ای پیدا کرد. پس از اینکه PC DOS 1.1 با ورداستار ۳.۰۲ سازگار نبود، MicroPro ماه‌ها نرم‌افزار خود را به‌روزرسانی نکرد و سپس به مشتریانی که کارت‌های ثبت‌نام را ارسال کرده بودند، از وجود یا به‌روزرسانی‌های پسین آن اطلاع نداد. ۳.۳ که در سال ۱۹۸۳ منتشر شد، پیشرفت‌های زیادی داشت و مستندات بسیار بهتری داشت، اما هنوز هم بیش از ۶۴ کیلوبایت رم را به طور همزمان استفاده نمی‌کرد.  مجله PC در آن سال نوشت که «شعار این شرکت اغلب این است: «از فروشنده خود بپرسید»»  و در سال ۱۹۸۵ نوشت که 
طبق گزارش مجله، در اواخر سال ۱۹۸۴، این شرکت اعتراف کرد که شهرت ورد استار به عنوان یک شرکت توانمند در حال محو شدن است،  و تا نخست سال ۱۹۸۵، فروش آن برای چهار فصل کاهش یافته بود، در حالی که فروش مالتی‌میت و سامنا افزایش یافته بود.  در همین حال، چندین کارمند میکروپرو، شرکت رقیب، نیواستار، را تأسیس کردند. در سپتامبر ۱۹۸۳، این شرکت، کلون ورد استار، نیو ورد، را منتشر کرد که چندین ویژگی را که نسخه اصلی فاقد آن بود، ارائه می‌داد، مانند یک غلط‌یاب املایی داخلی و پشتیبانی از چاپگرهای لیزری . در تبلیغات آمده بود که "هر کسی که تجربه ورد استار را دارد، حتی لازم نیست دفترچه‌های راهنمای نیو ورد را بخواند. پرونده‌های نوشتاری ورد استار با نیو ورد کار می‌کنند". با وجود رقابت با NewStar، Microsoft Word، WordPerfect و ده‌ها شرکت دیگر که معمولاً هر ۱۲ تا ۱۸ ماه نسخه‌های جدیدی از نرم‌افزار خود را منتشر می‌کردند، MicroPro نسخه‌های جدیدی از ورداستار را فراتر از نسخه ۳.۳ در طول سال‌های ۱۹۸۴ و ۱۹۸۵ منتشر نکرد، تا حدی به این دلیل که Rubinstein پس از حمله قلبی در ژانویه ۱۹۸۴ از کنترل شرکت دست کشید. جایگزین‌های او، مجموعه اداری امیدوارکننده Starburst را لغو کردند، یک کلون ورداستار خریداری کردند و از آن به عنوان پایه ورداستار ۲۰۰۰ که در دسامبر ۱۹۸۴ منتشر شد، استفاده کردند. این نرم‌افزار به دلیل عدم سازگاری با پرونده‌های ورداستار و سایر معایب، و با فروش با همان قیمت ۴۹۵ دلار به عنوان ورداستار ۳.۳، نظرات ضعیفی دریافت کرد - تا آوریل ۱۹۸۵، مجله PC از ورداستار ۲۰۰۰ به عنوان "محاصره شده" یاد کرد - و با فروش با همان قیمت ۴۹۵ دلار آمریکا به عنوان ورداستار ۳.۳، مشتریان را گیج کرد. کارمندان شرکت بین ورداستار و ورداستار ۲۰۰۰ تقسیم شدند و فروش سال مالی ۱۹۸۵ به ۴۰ دلار آمریکا کاهش یافت.       
جری پورنل در سپتامبر ۱۹۸۴ نوشت که نیوورد با ورداستار ۳.۳ از نظر پرونده و فرمان‌ سازگار است و سرعت قابل مقایسه، ویژگی‌های بیشتر و کمک داخلی بهتری دارد. او به نقل از کاربر دیگری آن را "ورداستار بدون نقص" توصیف کرد.  تا آن سال، نیوورد نسخه دوم را منتشر کرده بود و بسیاری از کاربران ورداستار به آن روی آوردند. نسخه سوم در سال ۱۹۸۶ منتشر شد؛  نیویورک تایمز نوشت که نیوورد ۳ "بهانه کاملی برای کاربران ورداستار برای تغییر نرم‌افزار فراهم می‌کند، گویی کاربران ورداستار به بهانه‌ای نیاز دارند".  یک نظرسنجی از اعضای موسسه حسابداران رسمی آمریکا در سال ۱۹۹۰ نشان داد که ۱۳٪ از ورداستار استفاده می‌کنند. در حالی که ورداستار در بین پردازشگرهای نوشتار، پس از ورداستار (۴۶٪) در رتبه دوم و بالاتر از Word (8٪) قرار دارد، ۱۰٪ از کاربران گفتند که ورداستار را توصیه نمی‌کنند، در مقایسه با ۱٪ برای WordPerfect و ۲٪ برای Word. 
در فوریه ۱۹۸۵، MicroPro قول به‌روزرسانی ورداستار ۳.۳ را داد،  اما هیچ به‌روزرسانی منتشر نشد تا اینکه مدیریت جدید، NewWord را خریداری کرد و آن را به عنوان پایه ورداستار ۴.۰ در سال ۱۹۸۷، چهار سال پس از نسخه پیشین، استفاده کرد. با این حال، Word (چهار نسخه از ۱۹۸۳ تا ۱۹۸۷) و WordPerfect (پنج نسخه)، رهبران بازار شده بودند. درگیری بیشتر بین دو جناح MicroPro، ورداستار 5.0 را تا اواخر سال ۱۹۸۸ به تأخیر انداخت و دوباره به فروش این برنامه آسیب رساند. WordStar International پس از تغییر نام خود به نام محصول پرچمدار خود در سال ۱۹۸۹، در سال ۱۹۹۳ با SoftKey ادغام شد.    

### ورد استار برای ویندوز
مانند بسیاری دیگر از تولیدکنندگان برنامه‌های موفق داس، شرکت WordStar International قبل از تصمیم‌گیری برای ساخت نسخه‌ای برای ویندوز 3.0 که از نظر تجاری موفق بود، تأخیر داشت.  این شرکت Legacy، یک پردازشگر نوشتار مبتنی بر ویندوز موجود، را خریداری کرد که در سال ۱۹۹۱ با نام ورداستار برای ویندوز تغییر یافت و منتشر شد. این محصول به خوبی مورد بررسی قرار گرفت و شامل بسیاری از ویژگی‌هایی بود که معمولاً تنها در بسته‌های نشر رومیزی گران‌تر یافت می‌شوند.  با این حال، تأخیر در عرضه آن به این معنی بود که مایکروسافت ورد در طول دو سال گذشته خود را به عنوان استاندارد شرکتی تثبیت کرده بود. 

### رها کردن
ورداستار یک نرم‌افزار رهاشده است و آخرین به‌روزرسانی آن در دسامبر ۱۹۹۲ انجام شده است.

### کاربران قابل توجه
ورداستار برنامه‌ی مورد علاقه‌ی روشنفکر محافظه‌کار ، ویلیام اف. باکلی جونیور ، بود که از این نرم‌افزار برای نوشتن بسیاری از آثارش، از جمله آخرین کتابش، استفاده کرد. پسرش کریستوفر باکلی، با وجود دشواری روزافزون نصب ورداستار روی رایانه‌های نوین‌تر، از وفاداری پدرش به ورداستار نوشت. باکلیِ پدر در مورد ورداستار گفت: «به من گفته شده برنامه‌های بهتری وجود دارد، ولی به من گفته شده الفباهای بهتری هم وجود دارد.» 
رالف الیسون نیز از ورداستار استفاده کرد. 
رابرت جی. سایر ، نویسنده علمی تخیلی کانادایی، همچنان از ورداستار ۷.۰ برای داس (نسخه نهایی، آخرین به‌روزرسانی در سال ۱۹۹۲) برای نوشتن رمان‌هایش استفاده می‌کند. تمام بیست و پنج رمان او با ورداستار نوشته شده‌اند.    از آنجایی که این برنامه اکنون "رها شده" است و هیچ آرشیو مناسبی از ورداستار ۷.۰ برای داس به صورت آنلاین در دسترس نبود، او تصمیم گرفت یکی ایجاد کند. او تا حد امکان نسخه کاملی از ورداستار ۷ را گردآوری کرد. او بیش از ۱۰۰۰ صفحه از کتابچه‌های راهنمای اسکن شده همراه WordStar، ابزارهای مرتبط، راهنمای README خودش، نسخه‌های آماده اجرا از DOSBox-X و VDosPlus و ورداستار ۷ Rev. D را گردآوری کرد و آنها را در وب‌سایت خود به عنوان "آرشیو کامل ورداستار ۷.۰" منتشر کرد.     
تا تاریخ ۲۰۲۰, نویسنده‌ی تخیلیGeorge R. R. Martin از نسخه‌ی داس ورداستار ۴.۰ استفاده می‌کرد.
اندی برکمن ، خالق Monk ، از کاربران پروپاقرص ورداستار است. 
رمان‌نویس، آن رایس، یکی دیگر از کاربران وفادار ورداستار بود که برای نصب آن روی رایانههای جدیدتر تقلا می‌کرد تا اینکه دیگر به طور منطقی نمی‌توانست این کار را انجام دهد. سپس او با اکراه به مایکروسافت ورد روی آورد، که طراحی آن را نسبتاً غیرشهودی و غیرمنطقی می‌دانست. رایس خاطرنشان کرد: «ورداستار فوق‌العاده بود. من آن را دوست داشتم. منطقی، زیبا و بی‌نقص بود.» و افزود: «در مقایسه با آن، مایکروسافت ورد که امروز از آن استفاده می‌کنم دیوانگی محض است.» 

## فهرست نسخه‌ها
این فهرستی از نسخه‌های گوناگون ,ورداستار است که در طول سال‌ها برای دستگاه‌های گوناگون رونمایی شده است. 
- ورداستار ۱.۰ برای CP/M (۱۹۷۸)
- ورداستار ۲.۰ برای CP/M (۱۹۷۸)
- ورداستار برای TRS-80 LDOS (۱۹۷۹)
- ورداستار برای رایانه شخصی اپسون (۱۹۸۰)
- ورداستار برای رایانه ترابردپذیر آزبورن ۱ (۱۹۸۱)
- ورداستار ۳.۰ برای CP/M و MS-DOS (۱۹۸۲)
- ورداستار ۳.۳ برای CP/M و MS-DOS (۱۹۸۳)
- ورداستار برای PCjr (۱۹۸۴)
- ورداستار ۲۰۰۰ برای ام‌اس-داس (۱۹۸۵)
- ورداستار ۲۰۰۰ برای AT&T UNIX (۱۹۸۵)
- ورداستار اکسپرس برای ام‌اس-داس (۱۹۸۶)
- ورداستار ۲۰۰۰ نسخه ۲ برای MS-DOS (۱۹۸۶)
- ورداستار ۲۰۰۰ پلاس نسخه ۳.۵ برای MS-DOS (۱۹۸۷)
- ورداستار ۴ برای CP/M و MS-DOS (۱۹۸۷)
- ورداستار ۵ برای ام‌اس-داس (۱۹۸۸)
- ورداستار ۶ برای ام‌اس-داس (۱۹۹۰)
- ورداستار برای ویندوز ۱.۰ (۱۹۹۱)
- ورداستار برای ویندوز ۱.۱ (۱۹۹۱)
- ورداستار ۷ برای ام‌اس-داس (۱۹۹۲)
- ورداستار برای ویندوز ۱.۵ (۱۹۹۲)
- ورداستار برای ویندوز ۲.۰ (۱۹۹۴)

## رابط
پیش از ورداستار، پردازشگرهای نوشتار، ورودی نوشتار و قالب‌بندی را به توابع جداگانه‌ای دسته‌بندی می‌کردند؛ مورد دوم اغلب تا زمانی که سندی در شرف چاپ نبود، انجام نمی‌شد. ورداستار یکی از نخستین پردازشگرهای نوشتار با شعار « آنچه می‌بینید همان چیزی است که دریافت می‌کنید » بود که شکست خط و شکست صفحه را به طور دقیق روی صفحه رایانه نشان می‌داد. این یک پیشرفت بزرگ بود که بتوان محل شکست خط و شکست صفحه را مشاهده و اصلاح کرد - اگرچه ورداستار به عنوان یک برنامه‌ی نوشتاری، تا نسخه ۵.۰ نمی‌توانست فونت‌های گوناگون مانند پررنگ و ایتالیک را به طور دقیق نمایش دهد.
در یک نصب پیش‌فرض روی یک برگه‌ی ۲۵ خطی، یک سوم بالای صفحه شامل منویی از فرمان‌ها و یک خط وضعیت بود؛ دو سوم پایین صفحه نوشتار سند کاربر را نمایش می‌داد. یک گزینه قابل تنظیم بدست کاربر برای تنظیم سطح راهنما، این فضا را برای نوشتار کاربر آزاد می‌کرد. سامانه راهنما می‌توانست طوری پیکربندی شود که مدت کوتاهی پس از وارد کردن نخستین کلید یک توالی فرمان‌، راهنما را نمایش دهد. با آشنایی بیشتر کاربران با توالی فرمان‌ها، سامانه راهنما می‌توانست طوری تنظیم شود که کمک کمتری ارائه دهد تا در نهایت تمام منوهای روی صفحه و اطلاعات وضعیت خاموش شوند.
ترمینال‌های رایانهی و میکرورایانه‌های اصلی که ورداستار برای آنها توسعه داده شد، که بسیاری از آنها سامانه‌ی کنش CP/M را اجرا می‌کردند، کلیدهای تابع یا کلیدهای کنترل مکان‌نما (کلیدهای جهت‌نما، Page Up/Page Down) نداشتند. ورداستار از توالی کلیدهای الفبایی همراه با کلید "Control" استفاده می‌کرد، که در صفحه کلیدهای آن زمان به راحتی در کنار حرف A در موقعیتی بود که اکنون معمولاً بدست کلید Caps Lock اشغال می‌شود. علاوه بر این، برای تایپیست‌های لمسی، رسیدن به کلیدهای تابع و مکان‌نما معمولاً مستلزم آن است که انگشتان خود را از "کلیدهای خانه" بردارند و در نتیجه ریتم تایپ از بین برود.
برای نمونه، «الماس» Ctrl-S/E/D/X (s=left، e=up، d=right، x=down) مکان‌نما را یک کاراکتر یا خط به چپ، بالا، راست یا پایین حرکت می‌داد. Ctrl-A/F (به سمت بیرون «الماس») مکان‌نما را به اندازه یک واژه کامل به چپ/راست حرکت می‌داد، و Ctrl-R/C (درست پس از کلیدهای Ctrl برای بالا و پایین) یک صفحه کامل را به بالا/پایین اسکرول می‌کرد. فشردن این کلیدها با Ctrl-Q عموماً عملکرد آنها را گسترش می‌داد و مکان‌نما را به انتها/ابتدای خط، انتها/ابتدای سند و غیره منتقل می‌کرد. Ctrl-G کاراکتر زیر مکان‌نما را حذف می‌کرد. Ctrl-H فضای پشتی و حذف را برمی‌گرداند. فرمان‌های برای فعال کردن پررنگ یا ایتالیک، چاپ، مسدود کردن نوشتار برای کپی یا حذف، ذخیره یا بازیابی پرونده‌ها از دیسک و غیره معمولاً یک توالی کوتاه از کلیدهای فشرده شده بودند، مانند Ctrl-PB برای پررنگ کردن، یا Ctrl-KS برای ذخیره یک پرونده. کدهای قالب‌بندی روی صفحه نمایش داده می‌شوند، مانند ^B برای پررنگ کردن، ^Y برای کج کردن و ^S برای زیرخط کشیدن.
اگرچه بسیاری از این توالی‌های ضربه زدن به کلیدها به هیچ وجه بدیهی نبودند، اما گرایش داشتند خود را به ابزارهای یادآوری (مثلاً Ctrl- P -print- B old، Ctrl-bloc K - Save ) بسپارند و کاربران عادی به سرعت آنها را از طریق حافظه عضلانی یاد گرفتند و به آنها این امکان را دادند که به جای حفظ کردن «Ctrl-S = مکان‌نما به سمت چپ»، به سرعت با لمس کردن در اسناد حرکت کنند.
نسخه‌های نخستین ورداستار بدون ویژگی‌های موجود در سایر پردازشگرهای نوشتار بودند، مانند قابلیت تغییر خودکار قالب‌بندی پاراگراف‌ها برای تطبیق با حاشیه‌های فعلی هنگام اضافه یا حذف نوشتار؛ برای اعمال تغییر قالب‌بندی باید فرمان‌ی صادر می‌شد. ورداستار ۲۰۰۰ پسین (و نسخه‌های پسین ورداستار برای داس) تغییر خودکار قالب‌بندی پاراگراف را اضافه کرد (و همه نسخه‌های ورداستار دارای فرمان‌های برای تغییر دستی قالب‌بندی یک پاراگراف (^B) یا بقیه سند (^QQ^B و به عنوان مترادف پسین، ^QU) بودند).
ورداستار در میان برنامه‌های پردازش نوشتار نادر بود، زیرا به کاربر اجازه می‌داد یک بلوک نوشتار را علامت‌گذاری (هایلایت) کند (با فرمان‌ها ^KB و ^KK) و آن را در جای علامت‌گذاری شده رها کند، و سپس به موقعیت دیگری در سند برود و بعداً (حتی پس از کار قابل توجه روی چیزهای دیگر) بلوک را کپی کند (با ^KC) یا آن را به مکان جدیدی (با ^KV) منتقل کند. بسیاری از کاربران دستکاری بلوک‌ها را به این روش بسیار آسان‌تر از سامانه مایکروسافت ورد یافتند که با ماوس هایلایت می‌کرد و سپس مجبور می‌شد با رویکرد گزینش-سپس-انجام مایکروسافت ورد بلافاصله با بلوک علامت‌گذاری شده کار کند، مبادا تایپی جایگزین آن شود. ورداستار ۲۰۰۰ پسین، عملکرد متمایز ورداستار را برای دستکاری بلوک حفظ کرد. به عنوان بخشی از توالی ^K میانبرها، نشانک‌های واقعی (^K1 تا ^K9) را ارائه می‌داد که به ویرایشگر اجازه می‌داد به راحتی در اسناد بزرگ حرکت کند.
ویرایش حالت ستونی احتمالاً ویژه‌ی ورداستار بود. به عنوان یک ویرایشگر نوشتار ساده، رابط کاربری تمام کاراکترها را با عرض یکسان نشان می‌داد - از این رو ۸۰ کاراکتر در یک صفحه نمایش با وضوح ۸۰ ستون. با فعال کردن ویرایش حالت ستونی، می‌توانستیم یک مستطیل نوشتار را که شامل چندین کاراکتر و چندین خط است، گزینش و دستکاری کنیم. این ویژگی برای دستکاری ستون‌های اعداد و پرونده‌های غیر استاندارد بسیار مفید بود. پس از گزینش، این ویژگی همچنین می‌توانست برای محاسبه مجموع شمارگان یک ستون و قرار دادن نتیجه در نقطه درج استفاده شود.
قالب‌بندی با ورداستار قبل از نوشتار مورد نظر برای قالب‌بندی انجام می‌شد - برخلاف بسیاری از پردازشگرهای نوشتار دیگر که قالب‌بندی یک پاراگراف در نشانگر پاراگراف که معمولاً در انتهای پاراگراف پنهان است، «پنهان» می‌شود. این روش اخیر، کاربر را از محل شروع قالب‌بندی بی‌خبر می‌گذارد. در ویرایش معمولی، ورداستار نشانگرهای قالب‌بندی را پنهان می‌کند، اما این نشانگرها به راحتی با فرمان‌ ^OD نمایش داده می‌شوند. سپس اطلاعات قالب‌بندی در ناحیه نوشتار معمولی نمایش داده می‌شود و نوشتار واقعی را جابجا می‌کند. با این وجود، کاملاً مشخص می‌کرد که قالب‌بندی از کجا شروع و به کجا ختم می‌شود. قالب‌بندی صفحه و بخش با افزودن خطوط قالب‌بندی به طور متفاوتی انجام می‌شد. یک خط قالب‌بندی با خطی که با نقطه شروع می‌شد، مشخص می‌شد. برخی از کتاب‌های ورداستار شخص سوم، خطوط قالب‌بندی را «فرمان‌ها نقطه‌ای» می‌نامیدند. چند نمونه: .lh (ارتفاع خط) .lm (حاشیه چپ) .rm (حاشیه راست) - که پس از هر کدام یک عدد قرار داشت. فرض بر این بود که این عدد، نقطه (pt) است، اما می‌توانست به راحتی با اضافه کردن " یا mm بعد از عدد، به اینچ یا میلی‌متر تبدیل شود. .lm و .rm هرگز برابر نبودند زیرا هر دو مقدار از لبه سمت چپ صفحه بودند. تنظیم .rm روی 0، خطوط نوشتار را بی‌نهایت طولانی می‌کرد. حاشیه‌ها را می‌توان به صورت مطلق یا نسبی (با قرار دادن علامت - یا + قبل از مقدار) هنگام تنظیم مقدار، تنظیم کرد.
اگر با هرگونه فرمان‌ قالب‌بندی نامعتبر مواجه شوید، هنگام چاپ ورداستار (حداقل نسخه ۳.۳) خط (تمام نوشتار تا زمان بازگشت پسین به خط که خط را خاتمه می‌دهد) را نادیده می‌گیرد. این می‌تواند کاربران تازه‌کاری را که ناخواسته یک خط را با یک نقطه اعشار (همان نقطه یا کاراکتر نقطه) شروع می‌کنند، گیج کند و ورداستار خط را چاپ نمی‌کند. به عنوان نمونه، خطی که عبارت ".05 درصد نوشتار نوشتار نوشتار..." را نشان می‌دهد، در چاپ ظاهر نمی‌شود، اگرچه سند بدون هیچ خطایی در چاپ ادامه می‌یابد.
ورداستار ۲۰۰۰ چند فرمان‌ جدید اضافه کرد، اما رابط کاربری را با استفاده از روش‌های ساده‌ی یادآوری به زبان انگلیسی کاملاً بازنویسی کرد (بنابراین فرمان‌ حذف یک واژه که در ورداستار ^T بود، در ورداستار ۲۰۰۰ به ^RW تبدیل شد؛ فرمان‌ حذف نوشتار از بقیه‌ی خط در سمت راست مکان‌نما از ^QY به ^RR تغییر یافت). با این حال، بسیاری از کاربران ورداستار که شمار زیادی کاربر نصب‌شده داشتند، از رابط کاربری اصلی ورداستار راضی بودند و این تغییرات را پیشرفت نمی‌دانستند. اگرچه ورداستار ۲۰۰۰ به عنوان جانشین ورداستار در نظر گرفته شده بود، اما هرگز سهم قابل توجهی از بازار را به دست نیاورد.
رابط کاربری اصلی ورداستار میراث بزرگی از خود به جا گذاشت و بسیاری از فرمان‌ها کلید کنترل آن هنوز (به صورت اختیاری یا به عنوان پیش‌فرض) در برنامه‌های دیگر، مانند نرم‌افزار پردازش نوشتار چند سکوی نوین TextMaker و بسیاری از ویرایشگرهای نوشتار که تحت MS-DOS، لینوکس و سایر انواع UNIX اجرا می‌شوند، در دسترس هستند. برخی از محصولات Borland ، از جمله کامپایلر محبوب Turbo Pascal و Borland Sidekick ، از زیرمجموعه‌ای از فرمان‌ها صفحه کلید ورداستار استفاده می‌کردند، اولی در IDE آن و دومی در ویرایشگرهای "Notepad". ویرایشگر TEXT که در میان‌افزار رایانه ترابردپذیر TRS-80 Model 100 تعبیه شده بود، از زیرمجموعه‌ای از فرمان‌ها حرکت مکان‌نمای ورداستار (علاوه بر فرمان‌ها خودش) پشتیبانی می‌کرد. نرم‌افزارهای پردازش نوشتار خانگی مانند Write&Set نه تنها از رابط ورداسترا استفاده می‌کنند، بلکه بر اساس فرمت‌های پرونده ورداستار DOS ساخته شده‌اند و به کاربران ورداستار که دیگر نسخه‌ای از برنامه را ندارند، اجازه می‌دهند تا به راحتی پرونده‌های خود را باز و ویرایش کنند. شبیه‌سازهای فرمان‌ها صفحه کلید ورداستار و نگاشت‌های کلید، چه رایگان و چه اشتراکی، برای نسخه‌های فعلی Microsoft Word وجود دارد. نرم‌افزار پردازش نوشتار نوین و محبوب WordPerfect می‌تواند اسناد ورداستار را باز یا ذخیره کند و به کاربران امکان دهد بین آنها جابه‌جا شوند.

## افزونه‌ها و محصولات همراه
MailMerge یک برنامه‌ی افزونه بود (که از ورداستار ۴ به بعد یکپارچه شد) که چاپ ادغامی نامه‌های انبوه، مانند نامه‌های تجاری به مشتریان، را تسهیل می‌کرد. دو پرونده مورد نیاز بود:
1. یک پرونده داده، که فهرستی از گیرندگان ذخیره شده در یک پرونده نوشتاری ساده ASCII غیر سندی، جدا شده با کاما، معمولاً با نام Clients.dat است (اگرچه ورداستار نیازی به پسوند پرونده خاصی نداشت). هر خط پسین نوشتار در پرونده به یک مشتری خاص اختصاص داده می‌شود، و جزئیات نام و آدرس در خطی که به یک مشتری اختصاص داده شده است با کاما از هم جدا می‌شوند و از چپ به راست خوانده می‌شوند. به عنوان نمونه: آقای، مایکل، اسمیت، خیابان اوکلند ۷، ... ورداستار همچنین برای این داده‌ها به پرونده‌های صفحه‌گسترده Lotus 1-2-3 (*.wk1) دسترسی پیدا می‌کند و اگر داده‌ها حاوی پرچم‌هایی برای شروع و توقف پردازش داده‌ها بدست ورداستار باشند، می‌توان پرچم‌ها را طوری تنظیم کرد که «مشتریان» خاصی از جریان خروجی حذف شوند.
2. یک سند اصلی حاوی نوشتار نامه، که در صورت نیاز از پاراگراف‌های استاندارد (به عنوان نوشتار تکراری ) استفاده می‌کند. این پاراگراف‌ها در صورت نیاز با هم ترکیب و تطبیق داده می‌شوند و در صورت لزوم، پاراگراف‌ها می‌توانند از طریق ارجاع خارجی به اسناد فرعی اضافه شوند.

نویسنده، متغیرهایی را که با علامت & از هم جدا شده‌اند، در سند اصلی وارد می‌کند، مثلاً &TITLE&، &INITIAL&، &SURNAME&، &ADDRESS1&. در هر نسخه از نامه، متغیرهای متغیر با رشته‌هایی که از پرونده DAT خوانده می‌شوند، جایگزین می‌شوند. بدین ترتیب می‌توان نامه‌های انبوه را با آدرس جداگانه برای هر نسخه از نامه تهیه کرد.
سایر برنامه‌های افزودنی شامل SpellStar، یک برنامه بررسی املا ، که بعداً به عنوان بخشی مستقیم از برنامه ورداستار گنجانده شد؛ و DataStar، برنامه‌ای که هدف آن به طور خاص تسریع ایجاد پرونده‌های داده مورد استفاده برای چاپ ادغامی بود. این‌ها ویژگی‌های انقلابی برای کاربران رایانه‌های شخصی در اوایل تا اواسط دهه ۱۹۸۰ بودند. یک صفحه گسترده همراه، CalcStar، نیز با استفاده از رابطی تا حدودی شبیه ورداستار تولید شد؛ در مجموع، ورداستار (پردازش نوشتار)، DataStar/ReportStar (مدیریت پایگاه داده، معروف به InfoStar) و CalcStar (صفحه گسترده)، StarBurst، نخستین مجموعه اداری برنامه‌های رایانه‌های شخصی، را تشکیل دادند. 
به عنوان یک پیشرفت در محصول، در اواخر دهه 1980، WordStar 5 به همراه PC-Outline، یک خط‌چین محبوب داس که در آن زمان بدست Brown Bag Software, Inc. در کالیفرنیا موجود بود، عرضه شد. نوشتار PC-Outline باید به یک پرونده با فرمت ورداستار صادر می‌شد، زیرا برنامه‌ها برای سازگاری داخلی توسعه داده نشده بودند. 

## نوشتار دوسویه
حدود سال ۱۹۷۸، شرکت Elbit Systems در اسرائیل یک میکرورایانه با قابلیت CP/M به نام DS2100 توسعه داد. دستگاه‌های CP/M به راحتی در دسترس بودند و Elbit به چیزی نیاز داشت که محصول خود را از دیگران متمایز کند. قراردادی با MicroPro منعقد شد تا نسخه‌ای از ورداستار را توسعه دهد که از ورودی انگلیسی و عبری پشتیبانی کند. این مفهوم انقلابی بود، زیرا عبری از راست به چپ نوشته می‌شود و همه پردازشگرهای واژه آن زمان از چپ به راست فرض می‌کردند. ور، داستارهمانطور که بدست Elbit توسعه داده شد، نخستین پردازشگر واژه بود که ورودی دو طرفه و الفبای مختلط را ارائه می‌داد. 
شرکت Elbit حق استفاده از کد منبع را به دست آورد و یک تیم توسعه در Elbit، حیفا، روی این پروژه کار کردند. برای چندین سال، ورداستار عبری-انگلیسی رهبر واقعی پردازشگر واژه WYSIWYG بود تا اینکه، به ناچار، بدست رقبای جدیدتر کنار زده شد. 

## گونه‌های پرونده
ورداستار پرونده‌ها را به عنوان «سند» یا «غیرسند» شناسایی می‌کرد که منجر به برخی سردرگمی‌ها در بین کاربران شد. «سند» به پرونده‌های پردازش واژه ورداستار اشاره داشت که حاوی فرمان‌ها پردازش واژه و قالب‌بندی تعبیه‌شده بودند. پرونده‌های «غیرسند» پرونده‌های نوشتاری ASCII خالص بودند که هیچ فرمان‌ قالب‌بندی تعبیه‌شده‌ای نداشتند. استفاده از ورداستار در «حالت غیرسند» اساساً مشابه استفاده از یک ویرایشگر نوشتار سنتی بود. ورداستار ۵ یک ویژگی «پیش‌نمایش چاپ» در حالت سند را معرفی کرد که به کاربر اجازه می‌داد نسخه WYSIWYG نوشتار را به همراه گرافیک‌های درج‌شده، همانطور که در صفحه چاپ‌شده ظاهر می‌شود، بررسی کند.

### پسوندهای نام پرونده
- پرونده‌های ورداستار تحت DOS به طور پیش‌فرض پسوندی ندارند؛ برخی از کاربران قراردادهای خودشان را اتخاذ کردند، مانند حروف WS و به دنبال آن شماره نسخه (مثلاً WS3) یا فقط WS ساده. پرونده‌های پشتیبان به طور خودکار به عنوان BAK ذخیره می‌شدند.
- پرونده‌های ورداستار برای ویندوز از پسوند WSD استفاده می‌کنند.
- قالب‌های ورداستار برای ویندوز از افزونه WST استفاده می‌کنند
- ماکروهای ورداستار برای ویندوز از پسوند WMC استفاده می‌کنند.
- پرونده‌های موقت ورداستار برای ویندوز از پسوند !WS استفاده می‌کنند.
- ورداستار ۲۰۰۰ برای DOS و UNIX PC پسوند ثابتی ندارد اما DOC و WS2 رایج بودند.

## نصب
نصب نسخه‌های نخستین ورداستار، به ویژه برای CP/M، با رویکرد برنامه‌های نوین بسیار متفاوت بود. در حالی که نسخه‌های پسین برنامه‌های نصب کم و بیش جامعی داشتند که امکان گزینش چاپگرها و پایانه‌ها را از یک منو فراهم می‌کردند، در نسخه‌های بسیار نخستین، هر یک از توالی‌های escape مورد نیاز برای ترمینال و چاپگر باید در مستندات سخت‌افزار شناسایی می‌شدند، سپس به صورت دستی (به صورت هگز ) در مکان‌های رزرو شده در تصویر حافظه برنامه وارد می‌شدند. این یک محدودیت نسبتاً معمول در تمام برنامه‌های CP/M آن زمان بود، زیرا هیچ مکانیسمی برای پنهان کردن پیچیدگی‌های سخت‌افزار زیربنایی از برنامه کاربردی وجود نداشت. استفاده از برنامه با یک چاپگر متفاوت نیاز به نصب مجدد برنامه داشت. گاهی اوقات برنامه‌های کوتاه زبان ماشین باید در یک ناحیه وصله در WordStar وارد می‌شدند تا جلوه‌های صفحه نمایش خاصی را ارائه دهند یا با چاپگرهای خاصی سازگار شوند. تحقیق، آزمایش و اثبات چنین نصب‌هایی یک فرآیند زمان‌بر و دانش‌بر بود، که نصب و سفارشی‌سازی WordStar را به بحث اصلی گروه‌های کاربران CP/M در آن زمان تبدیل می‌کرد.
نسخه‌های داس نرم‌افزار ورداستار حداقل صفحه نمایش را استاندارد کرده بودند، اما هنوز هم باید برای چاپگرهای مختلف سفارشی‌سازی می‌شدند.

## اجرا بر روی سکو‌های نوین
نسخه ۳.x ورد‌استار از رابط بلوک کنترل پرونده (FCB) در مایکروسافت داس استفاده می‌کرد، یک ساختار داده نخستین برای ورودی/خروجی پرونده که دقیقاً مبتنی بر توابع ورودی/خروجی پرونده CP/M بود. ارائه رابط FCB برای ساده‌سازی انتقال برنامه‌های ( به زبان اسمبلی ) از CP/M به MS-DOS جدید در نظر گرفته شده بود. هنگامی که MS-DOS رابط پرونده شبه یونیکس برای مدیریت پرونده‌ها را پذیرفت، FCBها به یک رابط قدیمی تبدیل شدند که برای سازگاری با نسخه‌های قبلی پشتیبانی می‌شد. از آنجا که سازگاری FCB حفظ نشده است، ورد‌استار ۳.x در نسخه‌های نوین ویندوز به درستی کار نخواهد کرد. به طور خاص، ورد‌استار ۳.x نمی‌تواند پرونده‌ها را ذخیره کند.
یک راه حل، استفاده از شبیه‌ساز DOSEMU در لینوکس است که رابط FCB را به درستی پیاده‌سازی می‌کند؛ شبیه‌ساز DOSBox حتی در لینوکس هم این مشکل را ندارد. ورداستار ۴.۰ این مشکل را ندارد زیرا از رابط جدیدتر MS-DOS برای ورودی/خروجی استفاده می‌کند. OS/2 می‌تواند ورداستار را در یک جلسه DOS اجرا کند. گزینه دیگر استفاده از سامانه‌ی کنش FreeDOS است.
گزینه دیگر، اجرای نسخه‌های CP/M نرم‌افزار ورداستار با استفاده از یک شبیه‌ساز CP/M مانند CPMEmu برای لینوکس و رزبری پای یا CP/M برای OS X برای macOS است.
در اکتبر ۲۰۱۴، پشتیبانی از ورداستار به vDos ، مشتقی از DOSBox که برای برنامه‌های تجاری بهینه شده است، اضافه شد؛ vDos به ورداستار ۴.۰ و بالاتر اجازه می‌دهد تا تحت نسخه‌های ۳۲ و ۶۴ بیتی مایکروسافت ویندوز از اکس‌پی تا ۱۰ اجرا شود.  در سال ۲۰۲۴، رابرت جی. سایر آرشیوهایی از ورداستار را منتشر کرد که توانا به اجرا بر روی تمام سکو‌های نوین بودند. 

## شبیه‌سازی
اگرچه هیچ نسخه کنونی‌ای از ورداستار برای سامانه‌های کنش نوین در دسترس نیست، برخی از کاربران پیشین ورداستار هنوز رابط ورداستار، به ویژه فرمان‌ها الماس مکان نما که پیشترً در این مقاله توضیح داده شده است را ترجیح می‌دهند. این کاربران می‌گویند که برای صدور فرمان‌ها، حرکت دست کمتری لازم است و از این رو نوشتن تحت این رابط کارآمدتر است. کاربر به کلید Ctrl نزدیک و سپس یک حرف یا ترکیبی از حروف دسترسی پیدا می‌کند، بنابراین دستان خود را روی یا نزدیک ردیف خانه نگه می‌دارد به جای اینکه آنها را از آن دور کند تا به یک کلید خاص یا ماوس برسد.
برای تطبیق با این کاربران، برنامه‌های شبیه‌سازی ورداستار ایجاد شدند. یکی از این برنامه‌ها CtrlPlus بدست Yoji Hagiya است که صفحه کلید استاندارد رایانه را تغییر می‌دهد و بسیاری از فرمان‌ها ورداستار را در اکثر برنامه‌های ویندوز در دسترس قرار می‌دهد.  CtrlPlus کلیدهای Control و Caps Lock را جابجا می‌کند تا کلید Ctrl به جایی که در صفحه کلیدهای قدیمی‌تر بود، کنار کلید A برگردد. همچنین به فرمان‌ها اصلی الماس مکان‌نما که در این مقاله ذکر شده است، قابلیت می‌دهد.
یکی دیگر از ابزارهای شبیه‌سازی ورداستار، «شبیه‌ساز فرمان ورداستار برای مایکروسافت ورد» است که بدست مایک پتری با نام «WordStar for Word» نیز شناخته می‌شود. این شبیه‌ساز فرمان که برای کار در کنار CtrlPlus طراحی شده است، فرمان‌های ورداستار بسیار بیشتری نسبت به CtrlPlus به MS Word اضافه می‌کند و همچنین منوهای Word 97-XP را تغییر می‌دهد تا بیشتر شبیه به ورداستار ۷.۰ برای DOS، آخرین نسخه DOS WordStar، باشد. به عنوان نمونه، Ctrl+K? فرمان شمارش کلمات WordStar و Ctrl+QL فرمان بررسی املای آن بود. زدن این فرمان‌ها در شبیه‌ساز ورداستار در Word، فرمان‌های معادل Word را اجرا می‌کند. WordStar for Word همچنین فرمان‌های بلوک ورداستار، یعنی Ctrl+KB برای علامت‌گذاری ابتدای یک بلوک، Ctrl+KK برای علامت‌گذاری پایان و Ctrl+KV برای جابجایی آن را اضافه می‌کند. به عنوان یک جایگزین، Ctrl+KC می‌تواند برای کپی کردن بلوک استفاده شود. WordStar for Word روی تمام نسخه‌های Word از Word 97 تا ۲۰۱۰ کار می‌کند. 
شبیه‌ساز فرمان ورداستار با زبان برنامه‌نویسی Microsoft Visual Basic for Applications (VBA) نوشته شده است، یک زبان برنامه‌نویسی ماکرو مبتنی بر Visual Basic که در Microsoft Word تعبیه شده تا امکان سفارشی‌سازی سطح بالایی را فراهم کند. اکثر افزونه‌های Word با این زبان نوشته شده‌اند.
GNU Emacs پیشترً با کتابخانه‌ای به نام 'wordstar-mode.el'  ارائه می‌شد که شبیه‌سازی WordStar را فراهم می‌کرد، اما از نسخه ۲۴.۵ منسوخ اعلام شده است.  یک مجموعه ماکرو برای vi که شبیه‌سازی ورداستار را ارائه می‌دهد، در دسترس است. 
ویرایشگر چند سکویی JOE جایگزینی بسیار شبیه به ورداستار است. وقتی به عنوان jstar فراخوانی می‌شود، Joe بسیاری از کلیدهای ورداستار را شبیه‌سازی می‌کند. JOE فاقد گزینه‌های قالب‌بندی است و اساساً فقط در حالت غیر سندی عمل می‌کند، اما اسناد قالب‌بندی شده را می‌توان در HTML / CSS ، Markdown یا زبان نشانه‌گذاری دیگری نوشت.

## میراث
شرکت نیواستار در میانه‌ی دهه‌ی ۱۹۸۰ نرم‌افزار NewWord را برای رایانههای Amstrad PCW 8256 و PCW 8512 تولید کرد که از سامانه CP/M روی ۳-اینچ (۷۶-میلیمتر) استفاده می‌کردند. فلاپی دیسک‌ها . نیوورد همچنین برای MS-DOS و در نسخه بومی برای Concurrent CP/M در دسترس بود. این نرم‌افزار بسیار شبیه به ورداستار بود. LapStar یک کلون کوچک‌شده برای رایانه ترابردپذیر TRS-80 Model 100 بود. 
از سال ۲۰۱۳، یک کپی ناقص از ورداستار با نام WordTsar در حال توسعه بوده است.  علاوه بر این، مارتین ویرِگ، نویسنده نرم‌افزار آلمانی، بسته Write&Set، یک کپی ورداستار مبتنی بر رابط کاربری گرافیکی اشتراکی را برای مایکروسافت ویندوز و OS/2 - eComStation از نیمه دوم دهه ۱۹۹۰ و همچنین برای لینوکس و OS X فروخته است.

## همچنین ببینید
- فهرست برنامه‌های پردازشگرهای نوشتار

## پیوندهای بیرونی
Almost since its birth 4 years ago, MicroPro has had a seemingly unshakable reputation for three things: arrogant indifference to user feedback ("MicroPro's classic response to questions about WordStar was, "Call your dealer"); possession of one of the more difficult-to-use word processors on the market; and possession of the most powerful word processor available.
- سایت منابع WordStar - شامل تاریخچه کامل (تا آنجا که مشخص است) WordStar
- راهنما و پشتیبانی مایکروسافت — بسته مبدل فایل آفیس مایکروسافت، مبدل‌های متنی و فیلترهای گرافیکی (تصویری) اضافی را نصب می‌کند. پس از نصب آن می‌توانید فایل‌های WordStar را وارد/صادر کنید.
- پتری، مایکل. تاریخچه‌ی مفصل ورد استار ، ۹ سپتامبر ۲۰۰۶.
- اسناد WordStar بایگانی شده در کتابخانه اسناد BITSAVERS.ORG،  ، 10 سپتامبر 2014.
- مرجع فرمان Wordstar، بایگانی‌شده  در فوریه ۸, ۲۰۱۶ توسط Wayback Machine
- رابرت جی. سایر. آرشیو کامل WordStar 7.0 ، ۱۲ آگوست ۲۰۲۴.

1. 1 2 3 4  Bergin, Thomas J. (Oct–Dec 2006). "The Origins of Word Processing Software for Personal Computers: 1976-1985". IEEE Annals of the History of Computing. 28 (4): 32–47. doi:10.1109/MAHC.2006.76.
2. ↑  "Word-Star". BYTE (advertisement). January 1980. p. 49.
3. ↑  Williams, Gregg; Welch, Mark; Avis, Paul (September 1985). "A Microcomputing Timeline". BYTE. p. 198. Retrieved October 27, 2013.
4. ↑  Arredondo, Larry (March 26, 1984). "Review: WordStar 3.3". InfoWorld. p. 66. Retrieved March 6, 2011.
5. 1 2 3  Shuford, Richard S. (May 1983). "Word Tools for the IBM Personal Computer". BYTE. p. 176. Retrieved October 19, 2013.
6. 1 2  Cowan, Les (August 1982). "A Usable WordStar Manual is Born". PC Magazine. p. 150. Retrieved October 21, 2013.
7. 1 2 3 4 5 6  Manes, Stephen (June 1983). "WordStar 3.24 and 3.3: MicroPro Does It Again ... And Again". PC. pp. 391–409. Retrieved 2025-03-15.
8. ↑  Pournelle, Jerry (March 1985). "On the Road: Hackercon and COMDEX". BYTE. p. 313. Retrieved March 19, 2016.
9. 1 2 3 4  Petrie, Michael (April 11, 2013). "A Potted History of WordStar". WordStar Resource Site. Archived from the original on February 20, 2020. Retrieved April 11, 2013.
10. 1 2  van Gelder, Lindsy (August 1983). "On The Road To Software Stardom". PC Magazine. p. 156. Retrieved October 22, 2013.
11. ↑  "WordStar and You".
12. ↑  (Brand 1989) "There is a potent remedy for the slowness of WORDSTAR and NEWWORD, which is caused by the programs constantly "going to disk" to get one thing or another. Install a "RAM disk" and load the program on it. Since it is an electronic circuit board emulating a disk, everything happens at electronic speed, faster even than with a hard disk."
13. 1 2 3  "Micropro Fights for Office Market". InfoWorld. April 15, 1985. pp. 20–21. Retrieved February 4, 2015.
14. ↑  Petrie, Michael. "WordStar History". www.wordstar.org.
15. ↑  Dvorak, John C. "Whatever Happened to WordStar?". Dvorak Uncensored. John C. Dvorak. Retrieved July 9, 2020.
16. ↑  Shapiro, Ezra (June 1986). "Upgrade Fever". BYTE. p. 329.
17. 1 2  Stinson, Craig (February 5, 1985). "WordStar 2000: MicroPro Odyssey". PC Magazine. p. 33. Retrieved October 28, 2013.
18. ↑  Caruso, Denise (November 19, 1984). "NEW WORDSTAR ON THE WAY". InfoWorld. p. 15. Retrieved March 6, 2011.
19. ↑  Wortman, Leon A. (January 7, 1985). "Wordstar 2000". InfoWorld. p. 47. Retrieved March 6, 2011.
20. ↑  Angel, Jonathan (May 19, 1986). "NewWord 3 Is Now More Than Clone Of WordStar". InfoWorld. p. 57. Retrieved March 6, 2011.
21. ↑  "Your troubles are over / There's a NewWord for efficiency (advertisement)". PROFILES. March 1984. pp. 57–58. Retrieved October 16, 2013.
22. 1 2  Machrone, Bill (April 2, 1985). "MicroPro Revamps WordStar 2000". PC Magazine. p. 34. Retrieved October 28, 2013.
23. ↑  Pournelle, Jerry (September 1984). "On the Road". BYTE. pp. 363–382. Retrieved 2025-04-09.
24. ↑  Lewis, Peter H. (January 7, 1986). "PERIPHERALS; PATH IN JUNGLE OF SOFTWARE FOR WRITING". The New York Times (به انگلیسی). pp. C7. ISSN 0362-4331. Retrieved May 9, 2023.
25. ↑  Willett, Shawn (May 24, 1993). "Merger is first step to a consumer orientation for WordStar". InfoWorld. p. 31. Retrieved March 6, 2011.
26. ↑  Bergin, Thomas J. (Oct–Dec 2006). "Word Processing Timeline". IEEE Annals of the History of Computing. Archived from the original on October 11, 2012. Retrieved March 6, 2011.
27. ↑  Dvorak, John C. "Whatever Happened to NewWord? "Dvorak News Blog". Retrieved April 28, 2024.
28. ↑  Feigenson, Walter (April 23, 2009). "William F Buckley and WordStar". Wally's Follies. Retrieved July 20, 2017.
29. ↑  Kirschenbaum, Matthew (July 25, 2014). "Software, It's a Thing". Medium. Retrieved July 20, 2017.
30. ↑  Sawyer, Robert J. "WordStar: A Writer's Word Processor". Robert J. Sawyer. Retrieved January 19, 2018.
31. ↑  Sawyer, Robert J. (June 23, 2009). "RJS on WordStar cited in paper about accessibility for the blind". sfwriter.com. Retrieved July 20, 2017.
32. 1 2  Sawyer, Robert J. (August 12, 2024). "Complete WordStar 7.0 Archive". sfwriter.com. Retrieved August 17, 2024.
33. ↑  Proven, Liam (August 6, 2024). "WordStar 7, the last ever DOS version, re-released for free". theregister.com. Retrieved August 17, 2024.
34. ↑  Purdy, Kevin (August 7, 2024). "Sci-fi writer and WordStar lover re-releases the cult DOS app for free". arstechnica.com. Retrieved August 17, 2024.
35. ↑  Sawyer, Robert J. (July 30, 2024). "WordStar for DOS 7.0 Archive". sfwriter.com. Retrieved August 17, 2024.
36. ↑  Sawyer, Robert J. (August 12, 2024). "WordStar for DOS 7.0 archive updated". sfwriter.com. Retrieved August 17, 2024.
37. ↑  Martin, George R.R. (February 17, 2011). "The Social Media". Archived from the original on August 3, 2013. Retrieved July 20, 2017.
38. ↑  Martin, George R.R. (April 14, 2020). "This, That, and T'Other Thing".
39. ↑  Keller, Joel (December 19, 2007). "Madison resident Andy Breckman writes for the TV show Monk". New Jersey Monthly. Retrieved July 20, 2017.
40. ↑  "WordStar History". wordstar.org. Archived from the original on 2017-01-02.
41. ↑  Dvorak, John C. (July 1998). "What Ever Happened to... WordStar?". Computer Shopper. SX2 Media Labs. 18 (7): 430. Archived from the original on December 13, 2008.
42. ↑  Sawyer, Robert J. (2014). "WordStar and vDos". Retrieved October 19, 2014.
43. ↑  "Classic word processor WordStar gets a new "plug-and-play" release by one of its most loyal users". TechSpot. 7 August 2024.
44. ↑  "CtrlPlus". Archived from the original on October 27, 2009. Retrieved February 7, 2017.
45. ↑  "WordStar Emulator". wordstar.org. Archived from the original on 2012-02-06.
46. ↑  45 Emulation بایگانی‌شده  در مارس ۴, ۲۰۱۶ توسط Wayback Machine
47. ↑  "NEWS.24.5". www.gnu.org.
48. ↑  See this archive directory بایگانی‌شده  در ژوئن ۱۱, ۲۰۱۵ توسط Wayback Machine, scroll to "ws.Z" and Save-As, and gunzip the resulting file. Clicking the link to the file will erroneously view the binary as plaintext.
49. ↑  Brand 1989.